# Бойовий орден «За заслуги перед народом і Вітчизною»
Бойовий орден «За заслуги перед народом і Вітчизною» (нім. Kampforden "Für Verdienste um Volk und Vaterland") — державна нагорода Німецької Демократичної Республіки.
Орден заснований 17 лютого 1966 р.

## Ступені
Орден мав 3 ступені:
- — в золоті
- — у сріблі
- — у бронзі

## Опис
З 1973 р. знаки усіх ступенів виготовлялися з бронзи, з подальшим срібленням або позолотою для вищих ступенів.

Знак має форму правильного п'ятикутника максимальною шириною 40 мм.

На аверсі в п'ятикутник вписана рел'єфна п'ятикутна зірка, в центрі якої вписаний круглий медальон з державним гербом НДР, оточеним написом «Für den Schutz der Arbeiter-und-Bauern-Macht» («За захист робітничо-селянської влади»).
Навколо медальона розташоване вузьке кільце діаметром 22 мм, яке вкрите білою емаллю.

Реверс знака не містить зображень і надписів (гладкий, з 1973 р. — з рифленням).

## Нагороджені організації
- Військова академія протиповітряної оборони Сухопутних військ імені Маршала Радянського Союзу Василевського О.М. 1980
- Військово-медична академія імені С. М. Кірова
- Військова академія РХБЗ та інженерних військ
- Київське вище інженерне радіотехнічне училище ППО